# Nervo glossofaringeo
Il nervo glossofaringeo è un nervo cranico misto pari e simmetrico, numerato come IX.

## Funzioni
Il IX nervo è un nervo misto: è motore per il muscolo stilofaringeo e per il costrittore superiore della faringe; è sensitivo per la mucosa faringea, l'istmo delle fauci, la regione tonsillare, del terzo posteriore della mucosa linguale (sensibilità gustativa), la cavità timpanica, i barorecettori delle carotidi (sensibilità viscerale) e per la tuba faringo-palatina; possiede inoltre una componente viscerale parasimpatica destinata alla ghiandola parotide. Il nervo glosso-faringeo assume dunque un'importanza notevole per la deglutizione, per la percezione del gusto amaro e per il riflesso del massaggio del seno carotideo e quindi per il mantenimento dell'omeostasi ematica.

## Nuclei
- Nucleo motore somatico: le fibre motrici originano dal nucleo ambiguo insieme al X ed XI e sono dirette principalmente ai muscoli della deglutizione.
- Nucleo motore viscerale: le fibre viscerali parasimpatiche per la ghiandola parotide hanno origine dal nucleo salivatorio inferiore.
- Nucleo sensitivo viscerale: il nucleo del tratto solitario, nella sua porzione media riceve le fibre provenienti dai barorecettori e chemocettori delle arterie carotidi.
- Nucleo sensitivo somatico: il nucleo del tratto spinale del nervo trigemino riceve le fibre sensitive somatiche provenienti dalla periferia, specialmente dalla mucosa dell'orecchio medio e del meato acustico esterno.

## Decorso
Il nervo origina dal solco postero-laterale del midollo allungato ed esce dalla cavità cranica tramite il foro giugulare, insieme al nervo vago ed al nervo accessorio; durante l'attraversamento, forma due gangli: il ganglio superiore dell'Ehrenritter che è puramente sensitivo, ed il ganglio inferiore, detto anche petroso, che invece è sensitivo e parasimpatico. Arrivato nel collo, il tronco decorre inizialmente verso il basso, tra l'arteria carotide interna e la vena giugulare interna, per poi curvare e posizionarsi sul margine posteriore del muscolo stilofaringeo. A questo punto le fibre nervose si distribuiscono ai territori finali di innervazione.

## Rami

### Collaterali
- Rami anastomotici: il IX nervo si anastomizza con il nervo vago (tramite un filamento che collega il ganglio superiore con il ganglio giugulare), con il nervo facciale (con un filamento posto subito sotto il ganglio petroso) e con il ganglio cervicale superiore (mediante un filamento proveniente dal ganglio petroso).
- Rami muscolari: solo uno, per il muscolo stilofaringeo.
- Nervo timpanico (del Jacobson): è un contingente di fibre sensitive parasimpatiche (o viscerali), originate dal ganglio petroso e fibre effettrici parasimpatiche, che originano dal nucleo salivatorio inferiore. Esso risale il canalino timpanico inferiore e contribuisce a formare il plesso timpanico; le fibre parasimpatiche tuttavia non si arrestano a questo livello, ma entrano a far parte prima del nervo piccolo petroso superficiale e quindi del ganglio otico (dell'Arnold), per distribuirsi infine alla ghiandola parotide e alle salivari minori.
- Rami tonsillari
- Rami faringei questi, insieme alla fibre provenienti dal nervo vago e dal ganglio cervicale superiore, concorrono a formare il plesso faringeo.

### Rami terminali
- Rami linguali si distribuiscono al terzo posteriore della lingua, raccogliendone la sensibilità specifica gustativa. Dal ganglio petroso, dove si trova il soma del neurone sensitivo, il ramo centripeto si porta al nucleo del tratto solitario. I rami linguali presentano anche alcune fibre secretrici parasimpatiche che hanno la loro stazione gangliare in piccole formazioni di cellule gangliari che si possono rinvenire lungo il percorso del nervo glossofaringeo.

## Lesioni
Possono provocare incapacità nella deglutizione (disfagia) o anche difficoltà nella percezione del gusto (disgeusia) in base al livello della lesione.

## Riflesso del vomito
Con la conseguente occlusione della faringe e sfregamento sulla mucosa dei muscoli costrittori della faringe, presenti a livello dell'orofaringe, si attiva il riflesso del vomito.